# Колиганек (Аљаска)
Колиганек (енгл. Koliganek) насељено је место без административног статуса у америчкој савезној држави Аљаска.

## Демографија
По попису из 2010. године број становника је 209, што је 27 (14,8%) становника више него 2000. године.
| Група             | 2000.      | 2010.    |
| Белци             | 19 (10,4%) | 7 (3,3%) |
| Афроамериканци    | 0 (0,0%)   | 0 (0,0%) |
| Азијати           | 0 (0,0%)   | 0 (0,0%) |
| Хиспаноамериканци | 4 (2,2%)   | 0 (0,0%) |
| Укупно            | 182        | 209      |